# Wadym Tasojew
Wadym Tasojew (ukr. Вадим Заурбекович Тасоєв; ur. 13 stycznia 1975) – rosyjski i do 1998 roku ukraiński zapaśnik w stylu wolnym. Dwukrotny olimpijczyk. Jedenasty w Sydney 2000, czternasty w Atenach 2004. Walczył w kategorii 96–97 kg.
Brązowy medalista mistrzostw świata w 2001, 2002 i 2007. Czwarty w 1998. Zdobył pięć medali na mistrzostwach Europy, srebro w 1999, 2004 i 2005. Drugi w Pucharze Świata w 1996 roku.